# Theodore Sturgeon Memorial Award
Der Theodore Sturgeon Memorial Award (kurz: Sturgeon Award) für die beste Science-Fiction-Kurzgeschichte des Jahres ist ein Literaturpreis. Er wurde 1987 von James Gunn, dem Direktor des Center for the Study of Science Fiction an der University of Kansas, und den Erben Theodore Sturgeons ins Leben gerufen, im Gedenken an einen der größten SF-Kurzgeschichtenautoren.
In den ersten acht Jahren (1987–1994) wurden die Gewinner durch ein von Orson Scott Card geleitetes Komitee aus Kurzgeschichtenexperten bestimmt. Seit 1995 wird der Preis durch eine Jury vergeben. Diese hat James Gunn und Frederik Pohl als ständige Mitglieder. Judith Merril war anfänglich mit dabei, trat nach dem 1996er Award aber zurück und wurde durch Kij Johnson ersetzt. Seit 1999 beteiligt sich immer auch eines von Theodore Sturgeons Kindern, in der Regel seine Tochter Noel, am Abstimmungsprozess. 2005 kam George Zebrowski hinzu und ist ein Teil der jetzt fünfköpfigen Jury.
Die Nominierungen erfolgen durch Rezensenten, seriöse Leser (O-Ton auf der Sturgeon-Award-Webseite) und Herausgeber von SF-Kurzgeschichten. Die Vorschläge werden den Winter über gesammelt. Anhand der Bewertung durch die Nominatoren wird eine Liste der Finalisten erstellt. Das Frühjahr über liest die Jury die final nominierten Werke und debattiert deren Vorzüge. Der Preisträger bekommt üblicherweise im Mai Bescheid und wird zur Campbell Conference eingeladen.
Der Gewinner wird während des an der Universität von Kansas stattfindenden Campbell Conference Awards Banketts allgemein bekannt gegeben. Der Sturgeon Award ist das Kurzgeschichten-Gegenstück zum John W. Campbell Memorial Award für den besten SF-Roman des Jahres.

## Preisträger
Bisher hat niemand den Sturgeon Award mehrfach gewonnen. Die Spitzenreiter im „Losers Club“ sind James Patrick Kelly, Ian R. MacLeod und Bruce Sterling, die sieben-, fünf- bzw. viermal nominiert waren, ohne den Preis auch nur ein einziges Mal gewonnen zu haben. James Patrick Kelly ist zudem der bisher am häufigsten für den Sturgeon Award nominierte Autor, gefolgt von John Kessel und Ursula K. Le Guin mit jeweils sechs Nominierungen.
| Jahr | Autor                 | Originaltitel                                                     |
| ---- | --------------------- | ----------------------------------------------------------------- |
| 1987 | Judith Moffett        | Surviving                                                         |
| 1988 | Pat Murphy            | Rachel in Love                                                    |
| 1989 | George Alec Effinger  | Schrödinger's Kitten                                              |
| 1990 | Michael Swanwick      | The Edge of the World                                             |
| 1991 | Terry Bisson          | Bears Discover Fire                                               |
| 1992 | John Kessel           | Buffalo                                                           |
| 1993 | Dan Simmons           | This Year's Class Picture                                         |
| 1994 | Kij Johnson           | Fox Magic                                                         |
| 1995 | Ursula K. Le Guin     | Forgiveness Day                                                   |
| 1996 | John G. McDaid        | Jigoku no Mokushiroku (The Symbolic Revelation of the Apocalypse) |
| 1997 | Nancy Kress           | The Flowers of Aulit Prison                                       |
| 1998 | Michael F. Flynn      | House of Dreams                                                   |
| 1999 | Ted Chiang            | Story of Your Life                                                |
| 2000 | David Marusek         | The Wedding Album                                                 |
| 2001 | Ian McDonald          | Tendeléo’s Story                                                  |
| 2002 | Andy Duncan           | The Chief Designer                                                |
| 2003 | Lucius Shepard        | Over Yonder                                                       |
| 2004 | Kage Baker            | The Empress of Mars                                               |
| 2005 | Bradley Denton        | Sergeant Chip                                                     |
| 2006 | Paolo Bacigalupi      | The Calorie Man                                                   |
| 2007 | Robert Charles Wilson | The Cartesian Theater                                             |
| 2008 | Elizabeth Bear        | Tidelines                                                         |
| 2008 | David R. Moles        | Finistera                                                         |
| 2009 | James Alan Gardner    | The Ray Gun: A Love Story                                         |
| 2010 | James Morrow          | Shambling Towards Hiroshima                                       |
| 2011 | Geoffrey A. Landis    | The Sultan of the Clouds                                          |
| 2012 | Paul J. McAuley       | The Choice                                                        |
| 2013 | Molly Gloss           | The Grinnell Method                                               |
| 2014 | Sarah Pinsker         | In Joy, Knowing the Abyss Behind                                  |
| 2015 | Cory Doctorow         | The Man Who Sold the Moon                                         |
| 2016 | Kelly Link            | The Game of Smash and Recovery                                    |
| 2017 | Catherynne M. Valente | The Future is Blue                                                |
| 2018 | Charlie Jane Anders   | Don’t Press Charges and I Won’t Sue                               |
| 2019 | Annalee Newitz        | When Robot and Crew Saved East St. Louis                          |